# Adolph Gottlieb
Adolph Gottlieb (Nova York, 1903 - íd, 1974) va ser un pintor estatunidenc, un dels principals expressionistes abstractes.
Va formar part de l'anomenada Escola de Nova York. Amb menys de divuit anys va poder viatjar a Europa i conèixer directament l'ambient de les Vanguardies pictòriques. Després d'una etapa com a muralista, el 1935 fou un dels membres fundadors del grup expressionista The Ten, molt proper als plantejaments de l'Expressionisme europeu. Amb ells exposà fins al 1940.
El 1936 va treballar per al Federal Art Project. Els seus paisatges de finals dels anys trenta reflecteixen aires surrealistes, especialment en la formació d'un espai irreal. Aquesta influència també podria provenir dels paisatges del desert d'Arizona, on va viure des del 1937. Aquesta tendència surrealista va augmentar arran del contacte que mantingué amb europeus surrealistes expatriats després del 1941. A partir de 1940 col·labora, juntament amb Mark Rothko amb la Federació de Pintors i Escultors Moderns: una organització contrària a la politització de l'art i al seu ús propagandístic. També s'interessà per la psicologia freudiana i la doctrina surrealista de l'inconscient com una font de material artístic.
Com a membre de l'Escola de Nova York (entre molts altres, també en formava part el seu gran amic Mark Rothko) se'l coneix més per les sèries “Pictografies”, realitzades entre 1941 i 1951. Aquestes pintures estan dividides en compartiments, cadascun d'ells ple de formes esquemàtiques. Aquestes formes actuen com a símbols freudians o com a conceptes mitològics abstractes, amb un significat universal mitjançant una associació inconscient.
A més de practicar l'escultura, va desenvolupar una sèrie de “Paisatges Imaginaris” a la primera meitat dels anys cinquanta consistia en una zona de formes astrals sobre un fons vagament representat.
Després vingué la sèrie “Esclat”, que va portar l'estil de l'artista encara més cap a l'abstracció expressiva, si bé encara s'hi troben òrbites solars i cossos astrals sostinguts per damunt d'explosions terrestres violentament acolorides.